# Hirtella obidensis
Hirtella obidensis är en tvåhjärtbladig växtart som beskrevs av Adolpho Ducke. Hirtella obidensis ingår i släktet Hirtella och familjen Chrysobalanaceae. Inga underarter finns listade i Catalogue of Life.